# Akrotiri (halvö)
Akrotiri är en halvö på södra delen av Cypern. Den ligger inom det av Storbritannien avhängiga territoriet Akrotiri och Dhekelia. På halvön finns bland annat Limassol Salt Lake, som är det största vattensystemet på Cypern.